# Салтовець Олег Анатолійович
Олег Анатолійович Салтовець (3 липня 1977 , Харків ) — колишній український баскетболіст. Відомий виступами за БК Київ та збірну України.

## Досягнення
БК Київ
- Чемпіон України (1): 2004/05
- Срібний призер чемпіонату України (6): 2000/01, 2001/02, 2003/04, 2005/06, 2006/07, 2007/08
- Бронзовий призер чемпіонату України (1): 2002/03
- Володар Кубку України (1): 2007
- Фіналіст Кубку України (3): 2006, 2008, 2010
- Срібний призер Кубку Виклику ФІБА: 2005
- Бронзовий призер Кубку Виклику ФІБА: 2006

 БК Донецьк
- Чемпіон України (1): 2011/12